# Sorbus macallisteri
Sorbus macallisteri är en rosväxtart som beskrevs av K. Rushforth. Sorbus macallisteri ingår i släktet oxlar, och familjen rosväxter. Inga underarter finns listade i Catalogue of Life.